# Groß-Ziethen (Ziethen)
Groß-Ziethen ist ein Ortsteil der Gemeinde Ziethen des Amtes Joachimsthal (Schorfheide) im Landkreis Barnim in Brandenburg.

## Geographie
Der Ort liegt zwei Kilometer westlich von Klein Ziethen und zehn Kilometer südwestlich von Angermünde inmitten der Gemarkung der Gemeinde. Die Nachbarorte sind Töpferberge und Luisenfelde im Nordosten, Klein Ziethen im Osten, Serwest und Buchholz im Südosten, Senftenhütte im Südwesten, Försterei Groß-Ziethen im Westen sowie Sperlingsherberge im Nordwesten. Der nördliche, der mittlere sowie der südöstliche Teil der Gemarkung sind bewaldet. Im Nordwesten befindet sich eine Kiesgrube; die übrigen Flächen werden vorwiegend landwirtschaftlich genutzt. Im Nordwesten sind einige Seen, darunter der Große und Kleine Kagelpfuhl, während die östlichen Flächen durch zahlreiche Meliorationsgräben wie den Binnengraben 50 zum Seebruchgraben oder den Ziethenerseebruchgraben entwässert werden. Die Bundesstraße 198 führt südlich der Wohnbebauung in West-Ost-Richtung am Ort vorbei.

## Geschichte
Groß Ziethen wurde im Jahr 1275 erstmals als villam Cythene urkundlich als Geschenk der Markgrafen Otto und Albrecht an das Kloster Chorin erwähnt. Der Name soll sich aus dem slawischen Wort sit ableiten, das so viel wie Binse oder Riedgras bedeutet, demnach war Groß-Ziethen ein Ort wo Binsen wachsen. In der ersten Hälfte des 13. Jahrhunderts entstand im Ort eine Dorfkirche. Im Jahr 1320 befand sich der Groß-Ziethen kurzzeitig in mecklenburgischem Besitz. Laut Landbuch Karls IV. war der Ort im Jahr 1375 insgesamt 60 Hufen groß, davon vier Pfarrhufen. Es gab zwei Krüge sowie einen weiteren, der jedoch wüst gefallen war. Im Ort lebten zu dieser Zeit 35 Kossäten. Nach der Reformation kam das Dorf zum kurfürstlichen Klosteramt Chorin. Es gab einen Dorfschulzen sowie 15 Hufner und 22 Kossäten.
Groß-Ziethen entwickelte sich zu einem Kolonistendorf, das im Dreißigjährigen Krieg fast vollständig zerstört wurde. Ernst Fidicin berichtet in seinem Werk Der Kreis Prenzlau. Der Kreis Templin. Der Kreis Angermünde, dass die Soldaten „Alles geraubt und das Getreibe auf den Aeckern verwüstet. Der Acker wurde fast wüst und bewuchs mit Holz, das Kirchengut wurde geraubt, die Häuser wurden geplündert und größtentheils zerstört und verbrannt.“. Laut seinen Überlieferungen überlebten lediglich zwei Bauern und „etliche Witwen“. Im Jahr 1686 entschied die Berliner Amtskammer, 22 Kolonisten aus Nordfrankreich anzusiedeln. Sie brachten ihren eigenen Glauben aus der französisch-reformierten Kirche mit, gaben sich eine eigene Kirchenverfassung und erhielten mit Jean Regnier einen eigenen Pfarrer. Da sie auf eine finanzielle Unterstützung des Staates verzichteten, waren sie von Abgaben befreit. Die neuen Bewohner bauten die im Krieg zerstörte Dorfkirche ab um 1690 bis 1717 wieder auf. Ab 1689 kamen weitere Familien nach Groß-Ziethen, dieses Mal jedoch aus der Pfalz. Die französisch-stämmigen Familien bauten erfolgreich Tabak an und waren daher finanziell besser gestellt wie die wenigen ursprünglich dort ansässigen Familien. Dies führte zu Missgunst der vermeintlich schlechter gestellten deutschen Bauern. Der Choriner Amtmann sorgte daher im Jahr 1718 dafür, dass Friedrich Wilhelm I. die Privilegien der französischen Bauern nicht weiter verlängerte. Im Jahr 1726 kam es zu einem großen Brand, bei dem zahlreiche Gebäude im Ort zerstört wurden. Im Jahr 1774 gab es im Ort 55 Wohnhäuser sowie 329 Bewohner. Die Anzahl stieg auf 61 Häuser mit 400 Einwohnern im Jahr 1803 an.
Erst 1813 wurde die Verwendung der französischen Sprache im Gottesdienst abgeschafft. Im Jahr 1861 gab es im Dorf 75 Wohnhäuser sowie sechs öffentliche und 126 Wirtschaftsgebäude, die von den mittlerweile 668 Einwohnern bewirtschaftet wurden. Matthias Friske berichtet in seinem Werk Die mittelalterlichen Kirchen in der nördlichen und östlichen Uckermark: Geschichte – Architektur – Ausstattung von einer „durchgreifenden“ Umgestaltung des Bauwerks im Jahr 1864. Die ursprünglichen Öffnungen wurden vollständig ersetzt sowie ein neuer Westeingang mit Vorbau errichtet. Im Jahr 1890 entstand im Ort eine Dampfmühle, die bis 1991 in Betrieb war.
Mit Wirkung zum 1. Februar 2020 entstand aus den zuvor selbständigen Dörfern Groß-Ziethen und Klein Ziethen die Gemeinde Ziethen.

## Kultur und Sehenswürdigkeiten

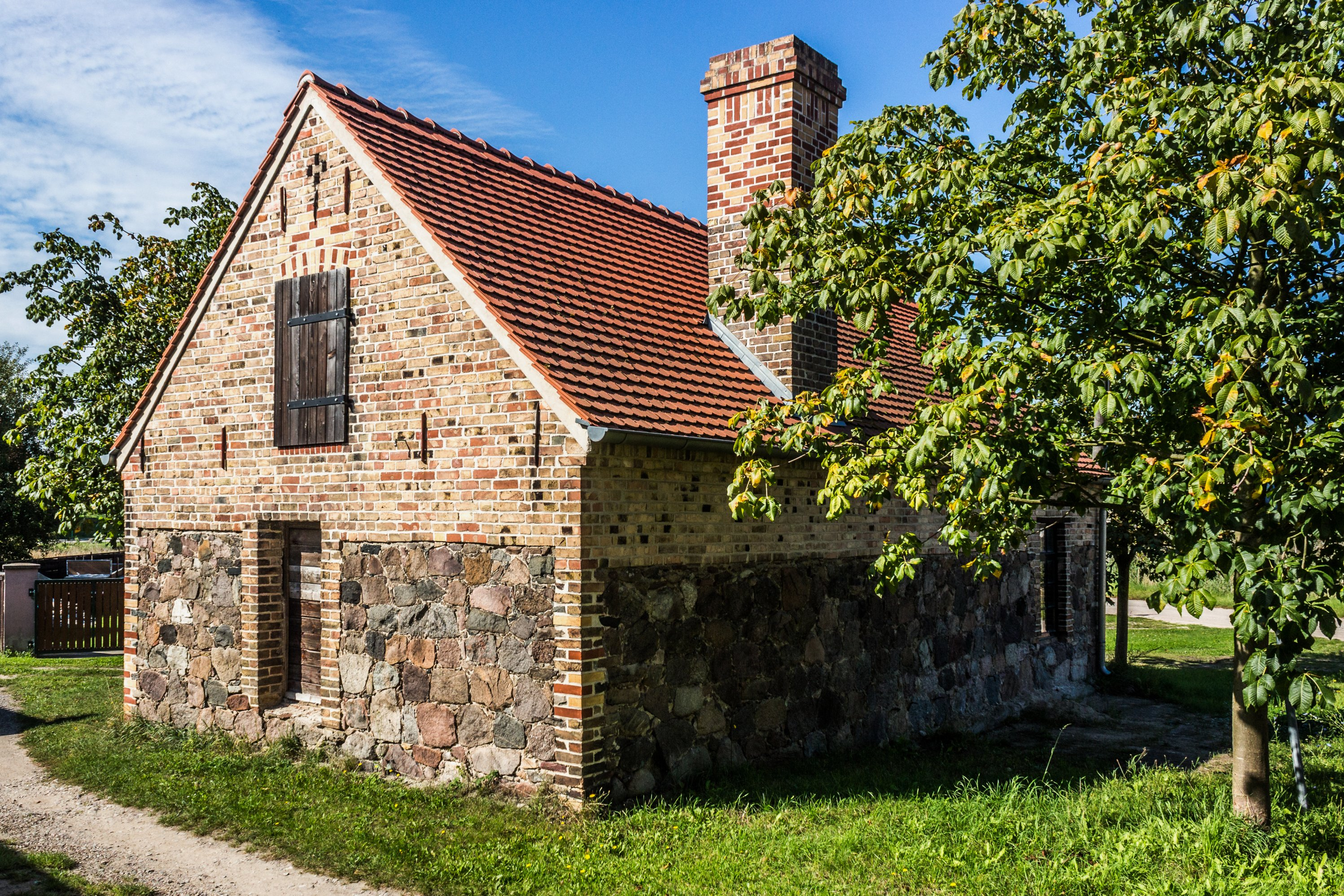
Dorfschmiede

- Dorfkirche Groß-Ziethen: Die Feldsteinkirche entstand in der Mitte des 13. Jahrhunderts und wurde im Jahr 1717 um einen westlichen Kirchturm erweitert. Im Innenraum steht unter anderem ein spätklassizistischer Kanzelaltar aus dem Jahr 1864.
- Geopark mit Besucherzentrum in der historischen Maschinenmühle
- Naturschutzgebiet Grumsiner Forst/Redernswalde, Teil des UNESCO-Weltnaturerbes Alte Buchenwälder und Buchenurwälder der Karpaten und anderer Regionen Europas
- Im Ort stehen zahlreiche Gebäude unter Denkmalschutz, darunter eine alte Schmiede. Auf dem Denkmalplatz befindet sich ein Mahnmal für die Gefallenen der Weltkriege.